# Samuel Ward
Samuel Ward (1732–1820) vlastnil majetek v anglických městech Derby a Richmondu. Jako chlapec byl ochutnávačem jídla prince Karla Eduarda Stuarta. Odměnou jeho matce byl diamantový prsten, který je spolu s Wardovým portrétem od Josepha Wrighta ve sbírce Muzea a umělecké galerie města Derby.

## Biografie
Samuel Ward žil v Derby. Když byl 4. prosince 1745 v Exeter House princ Karel Eduard Stuart, byl Ward jeho ochutnávačem jídla. Při svém krátkém pobytu zde princ učinil rozhodnutí nezaútočit na Londýn a stáhnout se do Skotska. Wardově matce dal diamantový prsten jako poděkování za jejich služby. Prsten se skládá z velkého diamantu obklopeného deseti malými diamanty.
Jako dospělý začal Ward v Derby podnikat a okolo roku 1781 vytvořil malíř Joseph Wright jeho portrét. Popis doprovázející obraz říká, že Ward žil nejprve v Derby, ale později i v Richmondu. Odsud pocházela také jeho žena.

## Portrét
Wardův portrét je prvním obrazem, zaznamenaným ve Wrightově účetnictví. Podle něj byl prodán roku 1781 za 12 guineí. Tato malba zůstala v rodině až do roku 1947, kdy zemřela Sarah Wardová, která ji darovala Derbskému muzeu a galerii.